# Christl Wöber
Christine Wöber, detta Christl (Vienna, 25 dicembre 1942), è un'ex nuotatrice austriaca, che ha partecipato alle Olimpiadi di Roma 1960, gareggiando nei 200m rana.